# Derby del Ticino (calcio)
Il derby del Ticino è la stracittadina calcistica che mette di fronte le squadre di Lugano e Bellinzona, le due principali città del Canton Ticino.

## Risultati
Di seguito si riporta la lista completa in ordine cronologico dei 28 derby calcistici disputati in gare ufficiali tra bianconeri e granata dal 1988 al 2024.
| Nº | Data       | Stadio           | Competizione                   | Incontro            | Risultato | Marcatori Bellinzona                              | Marcatori Lugano                             | #  | Arbitro            | Spettatori | Referto |
| -- | ---------- | ---------------- | ------------------------------ | ------------------- | --------- | ------------------------------------------------- | -------------------------------------------- | -- | ------------------ | ---------- | ------- |
| 58 | 23/10/1988 | Stadio Comunale  | LNB 1985-1986                  | Bellinzona – Lugano | 3 - 2     | 42' Bertoli, 72' Berta 82' Fargeon                | 1' Vöge, 89' Jerković                        | 12 | Kurt Röthlisberger | 12'600     |         |
| 59 | 10/08/1988 | Stadio Cornaredo | LNA 1988-1989                  | Lugano – Bellinzona | 0 - 2     | 22', 85' Türkyılmaz                               |                                              | 41 | Kurt Röthlisberger | 11'200     |         |
| 60 | 23/10/1988 | Stadio Comunale  | LNA 1988-1989                  | Bellinzona – Lugano | 0 - 0     |                                                   |                                              | 42 | Rolf Blattmann     | 10'000     |         |
| 61 | 12/04/1989 | Stadio Cornaredo | Coppa Svizzera 1988-1989       | Lugano – Bellinzona | 2 - 0     |                                                   | 7' Englund, 38' Pelosi                       | 4  | Daniel Roduit      | 6'000      |         |
| 62 | 22/07/1989 | Stadio Comunale  | LNA 1989-1990                  | Bellinzona – Lugano | 2 - 2     | 19' Pellegrini, 87' Pérez                         | 20', 55' Manfreda                            | 43 | Bruno Galler       | 6'500      |         |
| 63 | 22/09/1989 | Stadio Cornaredo | LNA 1989-1990                  | Lugano – Bellinzona | 2 - 0     |                                                   | 17' Englund, 72' Gorter                      | 44 | Manfred Schlup     | 11'200     |         |
| 64 | 11/04/1992 | Stadio Comunale  | Play-out LNA/LNB 1991-1992     | Bellinzona – Lugano | 0 - 0     |                                                   |                                              | 1  | Andreas Weber      | 2'600      |         |
| 65 | 21/04/1992 | Stadio Cornaredo | Play-out LNA/LNB 1991-1992     | Lugano – Bellinzona | 2 - 1     | 28' Bontognali                                    | 29', 55' Penzavalli                          | 2  | Karl Strässle      | 3'000      |         |
| 66 | 26/04/2000 | Stadio Comunale  | Play-out LNA/LNB 1999-2000     | Bellinzona – Lugano | 0 - 0     |                                                   |                                              | 3  | Dominique Tavel    | 7'200      |         |
| 67 | 27/05/2000 | Stadio Cornaredo | Play-out LNA/LNB 1999-2000     | Lugano – Bellinzona | 1 - 1     | 7' Türkyılmaz                                     | 8' Rota                                      | 4  | Philippe Leuba     | 7'600      |         |
| 68 | 10/08/2002 | Stadio Comunale  | Lega Nazionale B 2002-2003     | Bellinzona – Lugano | 3 - 4     | ?                                                 | ?                                            | 13 |                    |            |         |
| 69 | 03/11/2002 | Stadio Cornaredo | Lega Nazionale B 2002-2003     | Lugano – Bellinzona | 3 - 1     | ?                                                 | ?                                            | 14 |                    |            |         |
| 70 | 12/09/2004 | Stadio Comunale  | Challenge League 2004-2005     | Bellinzona – Lugano | 2 - 1     | 31' Gelson, 75' Ianu                              | 78' Weber                                    | 1  | Philippe Leuba     | 4'800      |         |
| 71 | 03/04/2005 | Stadio Cornaredo | Challenge League 2004-2005     | Lugano – Bellinzona | 2 - 1     | 42' Ramírez                                       | 72' Mollard, 74' Viola                       | 2  | Markus Nobs        | 2'338      |         |
| 72 | 02/10/2005 | Stadio Cornaredo | Challenge League 2005-2006     | Lugano – Bellinzona | 2 - 0     |                                                   | 42' Ganz, 76' Andreoli                       | 3  | Stefano Meroni     | 1'228      | Referto |
| 73 | 20/04/2006 | Stadio Comunale  | Challenge League 2005-2006     | Bellinzona – Lugano | 2 - 0     | 38' Ianu, 44' Miccolis                            |                                              | 4  | Stephan Studer     | 1'800      | Referto |
| 74 | 08/10/2006 | Stadio Comunale  | Challenge League 2006-2007     | Bellinzona – Lugano | 0 - 1     |                                                   | 21' Sucic                                    | 5  | Daniel Wermelinger | 2'040      | Referto |
| 75 | 18/04/2007 | Stadio Cornaredo | Challenge League 2006-2007     | Lugano – Bellinzona | 3 - 1     | 90'+3' Locatelli                                  | 29' Tarchini, 69' Dieno 83' Rodrigues        | 6  | Bruno Grossen      | 1'708      | Referto |
| 76 | 21/08/2007 | Stadio Cornaredo | Challenge League 2007-2008     | Lugano – Bellinzona | 0 - 4     | 5' Adeshina, 31' Taljević 40' Pouga, 85' Ferrazza |                                              | 7  | Daniel Wermelinger | 2'450      | Referto |
| 77 | 12/05/2008 | Stadio Comunale  | Challenge League 2007-2008     | Bellinzona – Lugano | 4 - 1     | 9' Neri, 45', 90'+1' Taljević 69' Lulić           | 70' Gavranović                               | 8  | Bruno Grossen      | 5'225      | Referto |
| 78 | 21/05/2010 | Stadio Comunale  | Barrage Super League 2009-2010 | Bellinzona – Lugano | 2 - 1     | 27' Mihoubi, 90'+1' Feltscher                     | 70' Montandon                                | 1  | Jérôme Laperrière  | 5'400      |         |
| 79 | 24/05/2010 | Stadio Cornaredo | Barrage Super League 2009-2010 | Lugano – Bellinzona | 0 - 0     |                                                   |                                              | 2  | Claudio Circhetta  | 6'500      |         |
| 80 | 30/11/2011 | Stadio Cornaredo | Challenge League 2011-2012     | Lugano – Bellinzona | 2 - 0     |                                                   | 63' Bonanni, 84' Bottani                     | 9  | Stephan Studer     | 2'519      | Referto |
| 81 | 05/05/2012 | Stadio Comunale  | Challenge League 2011-2012     | Bellinzona – Lugano | 2 - 0     | 44' Lambert, 53' Neumayr                          |                                              | 10 | Ludovic Gremaud    | 3'500      | Referto |
| 82 | 23/07/2012 | Stadio Comunale  | Challenge League 2012-2013     | Bellinzona – Lugano | 3 - 1     | 63' Perrier, 81' Sulmoni 81' Siegrist             | 89' (aut.) Siegrist                          | 11 | Nikolaj Hänni      | 4'800      | Referto |
| 83 | 08/10/2012 | Stadio Cornaredo | Challenge League 2012-2013     | Lugano – Bellinzona | 0 - 1     | 18' Ciarrocchi                                    |                                              | 12 | Sascha Amhof       | 3'218      | Referto |
| 84 | 08/04/2013 | Stadio Comunale  | Challenge League 2012-2013     | Bellinzona – Lugano | 0 - 0     |                                                   |                                              | 13 | Pascal Erlachner   | 2'200      | Referto |
| 85 | 02/06/2013 | Stadio Cornaredo | Challenge League 2012-2013     | Lugano – Bellinzona | 4 - 3     | 68' R. Rodríguez, 82' Pak 90' (rig.) Ruiz         | 6', 79' Sadiku, 42' Loerenzi 88' da Silva    | 14 | Pascal Erlachner   | 1'633      | Referto |
| 86 | 19/09/2015 | Stadio Comunale  | Coppa Svizzera 2015-2016       | Bellinzona – Lugano | 2- 3      | 80' Ceolin 90'+3' (rig.) Magnetti                 | 11' Dōnīs, 19' Sabbatini 120'+1' Piccinocchi | 5  | Nicolas Jancevski  | 3'600      |         |

## Statistiche
Dati aggiornati al 10 marzo 2024.

### Partite

#### Partite ufficiali
|                        | Totale gare disputate | Vittorie del Lugano | Pareggi | Vittorie del Bellinzona | Reti del Lugano | Reti del Bellinzona |
| LNA                    | 44                    | 18                  | 13      | 13                      | 56              | 43                  |
| Play-out LNA/LNB       | 4                     | 1                   | 3       | 0                       | 3               | 2                   |
| LNB                    | 14                    | 6                   | 3       | 5                       | 25              | 22                  |
| Super League           | 0                     | 0                   | 0       | 0                       | 0               | 0                   |
| Barrage Super League   | 2                     | 0                   | 1       | 1                       | 1               | 2                   |
| Challenge League       | 14                    | 6                   | 1       | 7                       | 17              | 23                  |
| Totale campionato      | 78                    | 31                  | 21      | 26                      | 102             | 92                  |
| Coppa Svizzera         | 5                     | 4                   | 0       | 1                       | 12              | 6                   |
| Coppa di Lega Svizzera | 3                     | 2                   | 0       | 1                       | 10              | 6                   |
| Totale ufficiale       | 86                    | 37                  | 21      | 28                      | 124             | 104                 |

#### Marcatori
Di seguito è riportato l'elenco dei principali marcatori nelle gare ufficiali della stracittadina ticinese.
| Posizione | Nome                 | Squadra    | Reti |
| --------- | -------------------- | ---------- | ---- |
| 1         | Otto Luttrop         | Lugano     | 10   |
| 2         | Vincenzo Brenna      | Lugano     | 6    |
| 3         | Fausto Robustelli    | Bellinzona | 4    |
| 4         | Kubilay Türkyılmaz   | Bellinzona | 3    |
| 4         | Ifet Taljević        | Bellinzona | 3    |
| 2         | Patrick Englund      | Lugano     | 2    |
| 2         | Giuseppe Manfreda    | Lugano     | 2    |
| 2         | Daniele Penzavalli   | Lugano     | 2    |
| 2         | Cristian Florin Ianu | Bellinzona | 2    |
| 2         | Armando Sadiku       | Lugano     | 2    |

#### Allenatori
Di seguito è riportato l'elenco dei principali allenatori con più presenze nelle gare ufficiali della stracittadina ticinese.
| Posizione | Nome               | Squadra                   | Reti |
| --------- | ------------------ | ------------------------- | ---- |
| 1         | Vladimir Petković  | Bellinzona (5) Lugano (2) | 7    |
| 2         | Marc Duvillard     | Lugano                    | 5    |
| 3         | Roberto Morinini   | Lugano (2) Bellinzona (2) | 4    |
| 3         | Giovanni Dellacasa | Bellinzona (2) Lugano (2) | 4    |
| 3         | Martin Andermatt   | Bellinzona                | 4    |